# The Seventh One
The Seventh One – siódmy album studyjny, rockowej grupy Toto, wydany 1 marca 1988, przez wytwórnię Columbia Records. Jest to drugi album z udziałem Joseph Williams (poprzedni Fahrenheit), jako głównego wokalisty zespołu.

## Lista utworów
1. "Pamela" (David Paich, Joseph Williams) − 5:11
2. "You Got Me" (David Paich, Joseph Williams) − 3:11
3. "Anna" (Steve Lukather, Randy Goodrum) − 4:58
4. "Stop Loving You" (Steve Lukather, David Paich) − 4:29
5. "Mushanga" (David Paich, Jeff Porcaro) − 5:35
6. "Stay Away" (David Paich, Steve Lukather) − 5:31
7. "Straight for the Heart" (David Paich, Joseph Williams) − 4:09
8. "Only the Children" (David Paich, Steve Lukather, Joseph Williams) − 4:11
9. "A Thousand Years" (Joseph Williams, Mark T. Williams, David Paich) − 4:53
10. "These Chains" (Steve Lukather, Randy Goodrum) − 4:59
11. "Home of the Brave" (D. Paich, S. Lukather, Jimmy Webb & J. Williams) − 6:51
12. "The Seventh One" (D. Paich, J. Williams) − 6:20 1

1 Singel dostępny tylko w japońskim wydaniu albumu.

## Twórcy
- Joseph Williams: Wokal
- Steve Lukather: Gitary, Wokal, ("Anna" oraz "These Chains")
- David Paich: Keyboard, Wokal, ("Home of the Brave")
- Mike Porcaro: Bas, Wokal
- Jeff Porcaro: Bębny, Perkusja

jako gość:
- Steve Porcaro: Keyboard'y, elektronika